# کارگروه کروناویروس کاخ سفید
کارگروه کروناویروس کاخ سفید (انگلیسی: White House Coronavirus Task Force) یک کارگروه وزارت امور خارجه ایالات متحده آمریکا است که «تلاش‌های دولت برای نظارت، جلوگیری، مهار و کاهش شیوع بیماری کروناویروس ۲۰۱۹ را هماهنگ و نظارت می‌کند». این کارگروه در ۲۹ ژانویه سال ۲۰۲۰ تأسیس شد. ریاست کارگروه توسط معاون رئیس‌جمهور ایالات متحده مایک پنس انجام می‌شود.

## اعضا
| عضو کارگروه             | عضو کارگروه       | نقش                                                                                     | یادداشت               |
| ----------------------- | ----------------- | --------------------------------------------------------------------------------------- | --------------------- |
| پرتره مایک پنس          | مایک پنس          | معاون رئیس‌جمهور ایالات متحده آمریکا، رئیس گروه ضربت کروناویروس کاخ سفید                 | منصوب ۲۹ ژانویه ۲۰۲۰  |
| پرتره دبرا برکس         | دبرا برکس         | هماهنگ‌کننده جهانی ایدز ایالات متحده، هماهنگ‌کننده پاسخگویی گروه ضربت کروناویروس کاخ سفید | منصوب ۲۹ ژانویه ۲۰۲۰  |
| پرتره جروم آدامز        | جروم آدامز        | جراح کل ایالات متحده آمریکا                                                             | منصوب ۲۹ ژانویه ۲۰۲۰  |
| پرتره الکس آیزار        | الکس ایزار        | وزیر بهداشت و خدمات انسانی ایالات متحده آمریکا                                          | منصوب ۲۹ ژانویه ۲۰۲۰  |
| پرتره استفان بیگن       | استیون بیگن       | قائم مقام وزیر امور خارجه ایالات متحده آمریکا                                           | منصوب ۲۹ ژانویه ۲۰۲۰  |
| NA                      | رابرت بلر         | دستیار رئیس‌جمهور و مشاور ارشد مشاور رئیس ستاد                                           | منصوب ۲۹ ژانویه ۲۰۲۰  |
| پرتره بن کارسون         | بن کارسون         | وزیر مسکن و توسعه شهری ایالات متحده آمریکا                                              | اضافه شده ۱ مارس ۲۰۲۰ |
| پرتره کن کوچینلی        | کن کوچنلی         | قائم‌مقام وزیر امنیت میهن ایالات متحده آمریکا                                            | منصوب ۲۹ ژانویه ۲۰۲۰  |
| پرتره کلوین دورژیمایر   | کلوین دورگماایر   | مدیر دفتر سیاست علم و فناوری                                                            | اضافه شده ۱ مارس ۲۰۲۰ |
| پرتره آنتونی فائوچی     | آنتونی اس. فائوچی | مدیر مؤسسه ملی آلرژی و بیماری‌های عفونی                                                  | منصوب ۲۹ ژانویه ۲۰۲۰  |
| NA                      | جوزف گروگن        | معاون رئیس‌جمهور و مدیر شورای سیاستگذاری داخلی                                           | منصوب ۲۹ ژانویه ۲۰۲۰  |
| پرتره استفان هان        | استیون هان        | سازمان غذا و دارو ایالات متحده آمریکا                                                   | اضافه شده ۱ مارس ۲۰۲۰ |
| پرتره درکه کان          | درکه کان          | معاون وزیر حمل و نقل برای سیاست گذاری در اداره مدیریت و بودجه                           | منصوب ۲۹ ژانویه ۲۰۲۰  |
| عکس از لری کادلو        | لری کادلو         | مدیر شورای اقتصاد ملی                                                                   | منصوب ۲۹ ژانویه ۲۰۲۰  |
| پرتره کریس لیدل در ۲۰۱۷ | کریس لیدل         | معاون رئیس‌جمهور و معاون رئیس ستاد کاخ سفید برای هماهنگی سیاست                           | منصوب ۲۹ ژانویه ۲۰۲۰  |
| پرتره استیون منوچین     | استیون منوچین     | وزیر خزانه‌داری ایالات متحده آمریکا                                                      | منصوب۲۹ ژانویه ۲۰۲۰   |
| پرتره رابرت سی اوبراین  | رابرت اوبراین     | مشاور امنیت ملی                                                                         | منصوب ۲۹ ژانویه ۲۰۲۰  |
| پرتره متیو پوتینجر      | متیو پوتینجر      | قائم‌مقام مشاور امنیت ملی                                                                | منصوب ۲۹ ژانویه ۲۰۲۰  |
| پرتره رابرت آر ردفیلد   | رابرت آر. ردفیلد  | مدیر مرکز کنترل و پیشگیری بیماری                                                        | منصوب ۲۹ ژانویه ۲۰۲۰  |
| Portrait of Joel Szabat | Joel Szabat       | معاون وزیر حمل و نقل برای سیاست گذاری در وزارت ترابری ایالات متحده آمریکا               | منصوب ۲۹ ژانویه ۲۰۲۰  |
| پرتره سیما ورما         | سیما ورما         | مدیر مراکز خدمات بیمه‌ی پزشکی سالمندان و بهداشت مستمندان                                 | اضافه شده ۲ مارس ۲۰۲۰ |
| پرتره رابرت ویلکی       | رابرت ویلکی       | وزیر امور کهنه‌سربازان ایالات متحده آمریکا                                               | اضافه شده ۲ مارس ۲۰۲۰ |